# Takamaka (arbre)
Calophyllum inophyllum
Pour les articles homonymes, voir Takamaka.
Espèce
Statut de conservation UICN

 LC  : Préoccupation mineure
Répartition géographique
Le takamaka ou tamanu (Calophyllum inophyllum L., 1753), en francisé tamanou est une espèce de plantes à fleurs de la famille des Calophyllaceae. C'est un arbre tropical sempervirent que l'on trouve sur de nombreux rivages de l'océan Indien et de l'océan Pacifique. Écologiquement lié à la mer, il aime les terrains salés, sablonneux, meubles et frais, sa dissémination se faisant grâce à ses fruits flottants.

## Étymologie
Le terme « takamaka » dérive d'un mot en nahuatl qui désignait la résine odorante extraite d'arbres américains de la famille des Burseraceae (probablement Protium heptaphyllum, d'autres arbres de la même famille produisant aussi une telle résine). Par analogie, on a appelé « tacamahaca des Indes orientales » la résine extraite des Calophyllum puis takamaka les arbres eux-mêmes.[réf. nécessaire]
Le nom scientifique provient du grec : le nom du genre vient de « kalos » (beau) et « phullon » (feuille) et le nom de l'espèce vient de « is » (fibre) et « phullon » en référence aux veines fines mais marquées sur le dessous des feuilles.

## Synonymes et noms vernaculaires

### Synonymes
- Balsamaria inophyllum Lour. (1790)
- Calophyllum apetalum Blanco (1845), nom. illeg.
- Calophyllum bintagor Roxb. (1814)
- Calophyllum blumei Wight (1840)
- Calophyllum inophyllum f. oblongata Miq. (1854)
- Calophyllum inophyllum f. obovata Miq. (1854)
- Calophyllum inophyllum var. takamaka Fosberg (1974)
- Calophyllum inophyllum var. wakamatsui (Kaneh.) Fosberg & Sachet (1980)
- Calophyllum ovatifolium Noronha (1790), nom. nud.
- Calophyllum wakamatsui Kaneh. (en) (1934)[2]

### Noms vernaculaires
Le takamaka porte différents noms suivant les langues utilisées pour le désigner :
| - anglais : alexandrian laurel, beauty leaf, dilo oil tree, oil nut tree, beach mahogany ; - bengali : kathchampa, punnang, sultanachampa ; - birman : ph’ông, ponnyet ; - chuuk : rakich ; - cingalais : domba ; - chamorro : daog, daok ; - français : tamanou ; - fidjien : dilo, vetao ; - filipino : bitaog, palo maria ; - futunien : feta’u - gilbertin : itai ; - hawaïen : kamani et kamanu ; - hindî : sultanachampa, surpan, surpunka, undi ; - khmer : daoem khting (ដើមខ្ទឹង), daoem khching (ដើមខ្ជឹង) ; - kosrae : eet ; - malais : bentagor bunga, pegana laut, penaga pudek ; | - maori des îles Cook : tamanu ; - marshallais : lukwej ; - niuéen : fetau; - paluan : btaches ; - pohnpei : isou ; - samoan : fetau ou tamanu - sanskrit : nagachampa, punnaga ; - swahili : mtomondo, mtondoo ; - tamoul : pinnay, punnagam, punnai ; - tahitien : tāmanu ; - thaï : krathing (กระทิง), naowakan, saraphee talee (สารภีทะเล) ; - tongien : feta’u; - vietnamien : cây mù u ; - wallisien : feta’u ; - yap : biyuch. |

L'arbre est également appelé différemment suivant les zones géographiques où il est présent :
| - takamaka aux Seychelles et dans les Mascareignes ; - takamaka bord de mer à La Réunion ; - foraha à Madagascar ; - ball nut en Australie ; | - m'trondro à Mayotte ; - beach calophyllum en Papouasie-Nouvelle-Guinée ; - tamanu en Polynésie Française ; - Pit en Océanie. |

Poon est le nom commercial du takamaka.
Une autre espèce de takamaka endémique des Mascareignes, le Calophyllum tacamahaca, y est également appelée takamaka ; mais pour la différencier on précise alors qu'il s'agit du takamaka des Hauts.

## Habitat, distribution géographique et statut IUCN
Le takamaka est originaire des zones tropicales humides (essentiellement littorales) en Afrique de l'est (du Kenya au Mozambique), dans la partie ouest de l'océan Indien, en Asie tropicale et subtropicale (dont Inde méridionale et Insulinde) et dans le Pacifique (dont Australie).
Il est maintenant présent sur la majorité du pourtour de l'océan Indien, en Océanie et plus localement dans l'océan Atlantique (Nigeria, Aruba, Porto Rico et Floride). Il est planté sur le continent américain, ainsi qu'à Zanzibar et en Ouganda (rivages du lac Victoria).[réf. nécessaire] En Colombie il est cultivé jusqu'à 1 550 m d'altitude.
La partie de l'arbre la plus riche en latex étant l'écorce moyenne, les incisions faites à l'arbre pour récolter ce produit doivent être relativement profondes et, à terme, finissent par tuer l'arbre. Malgré son utilisation traditionnelle fréquente de longue date et les dangers que celle-ci représente pour l'individu exploité, en 2018 l'espèce n'est pas considérée en danger par l'IUCN.

## Caractéristiques physiques
Le takamaka est un arbre haut de 7,5 à 30 m. Son houppier atteint parfois trente-cinq mètres de diamètre. Son tronc est tortueux, parfois penché, mesurant jusqu'à un mètre et demi de diamètre. La couronne, de forme conique à hémisphérique, est formée de branches rondes présentant une section carrée lorsqu'elles sont jeunes.[réf. nécessaire] Son écorce est de teinte gris pâle à jaune-ocre, dure à l'extérieur mais devenant épaisse, tendre, stratifiée, rose ou rouge brunissant au soleil à l'intérieur[réf. nécessaire] ; elle est marquée de fissures longitudinales elliptiques superficielles, notamment aux angles de réunion des rameaux. L'aubier est jaune à brun et légèrement rosé ; il est bien différencié du duramen qui est de couleur brune.[réf. nécessaire]
Le bois du takamaka, au grain fin, est le plus dense, le plus lourd et le plus résistant de tous les bois du genre Calophyllum. Il a une densité de 560 à 800 kg/m3 et une valeur énergétique de 19 100 kJ/kg.[réf. nécessaire]

Jardin botanique de la reine Sirikit, Thaïlande
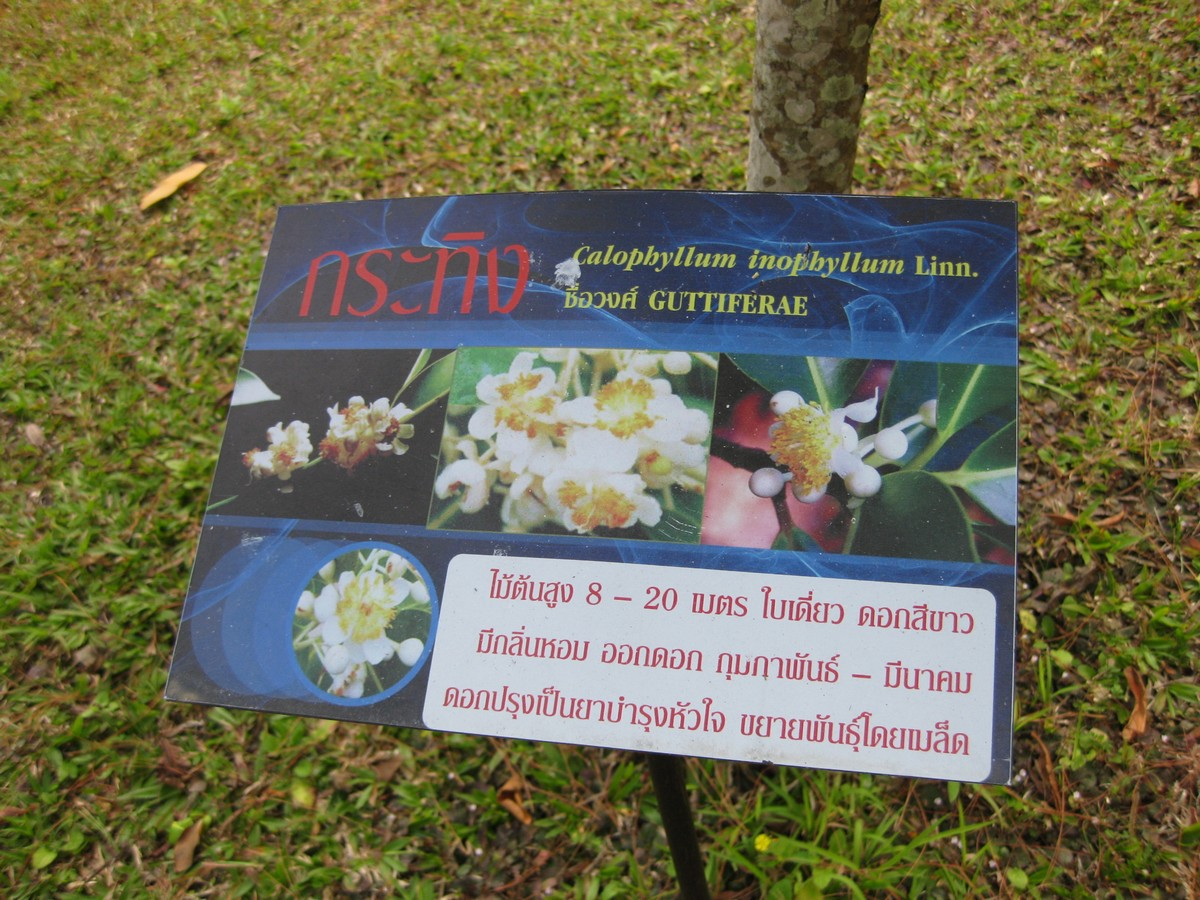
Nom et taille en thaï et photos de fleurs
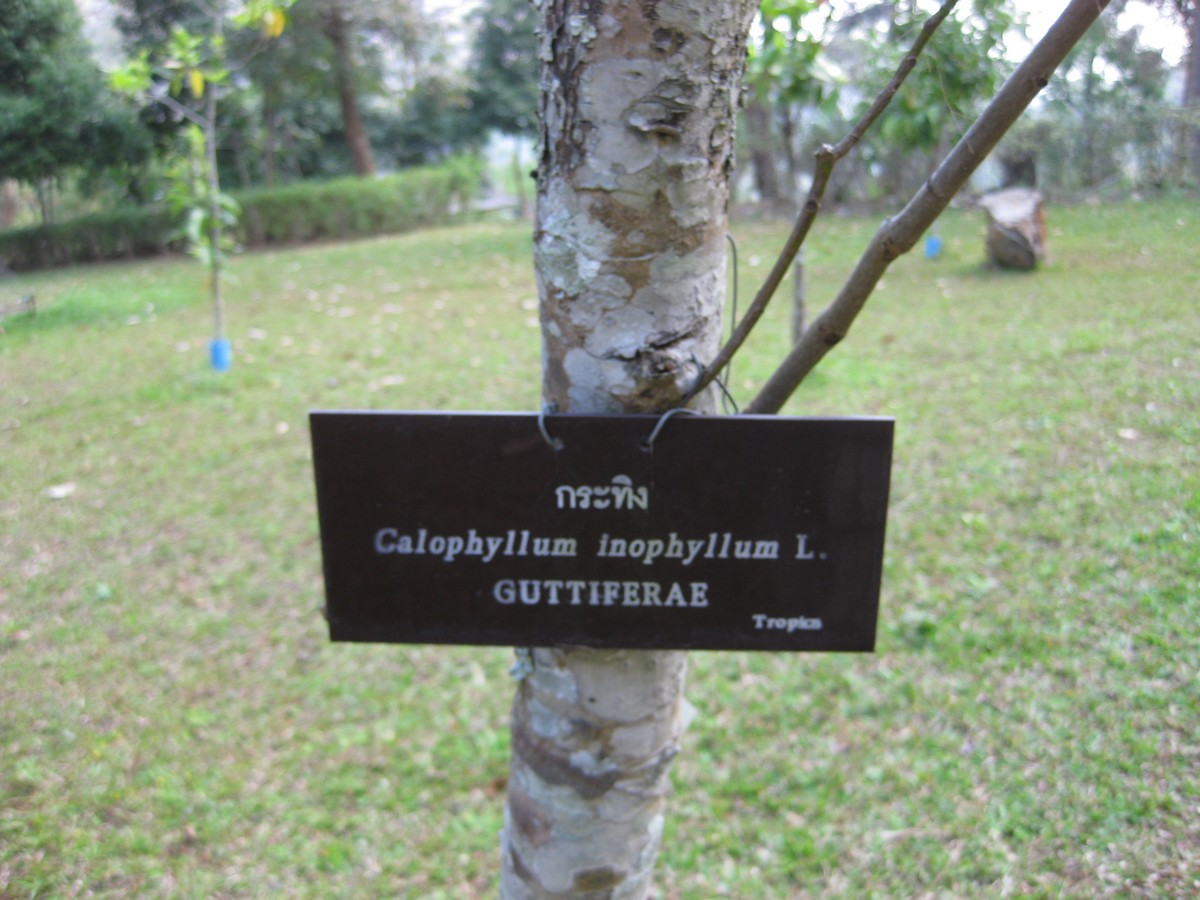
Tronc
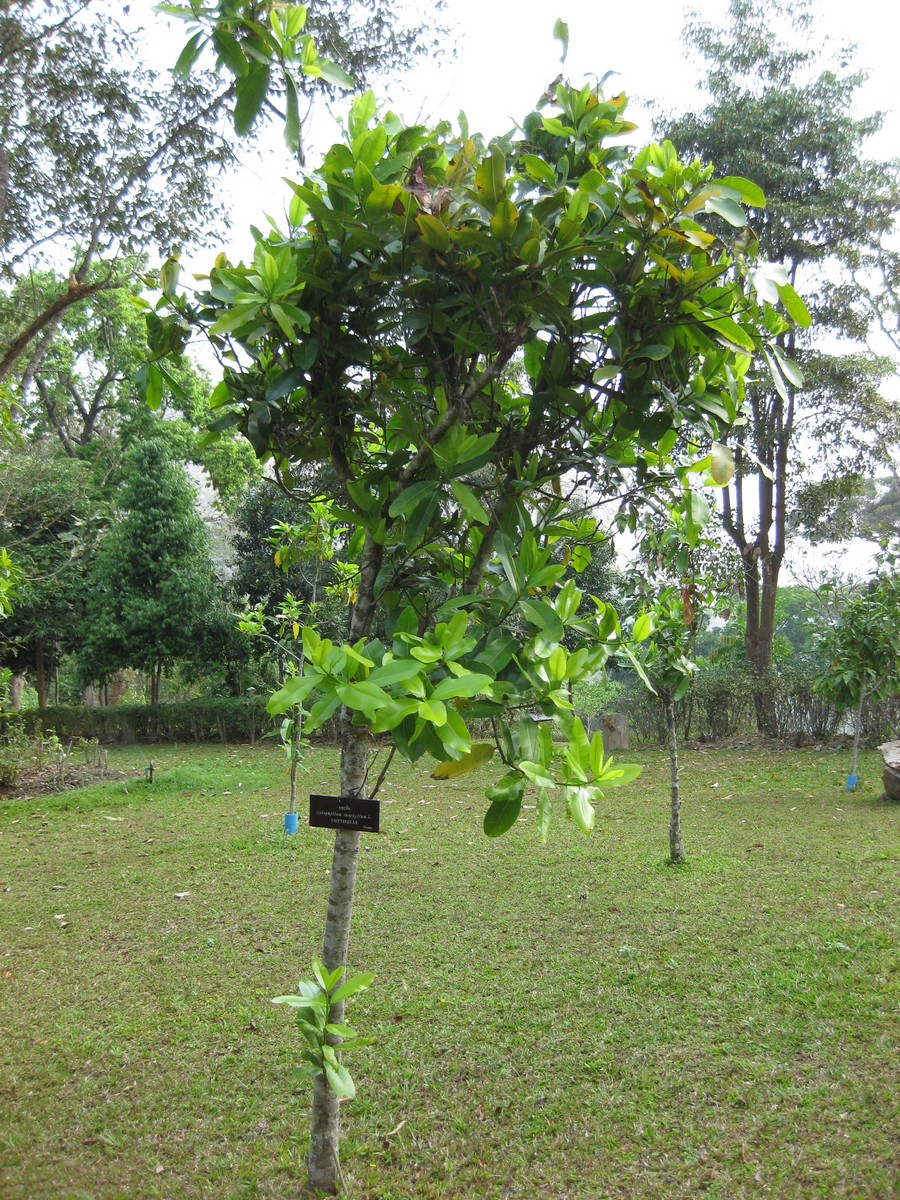
Jeune arbre
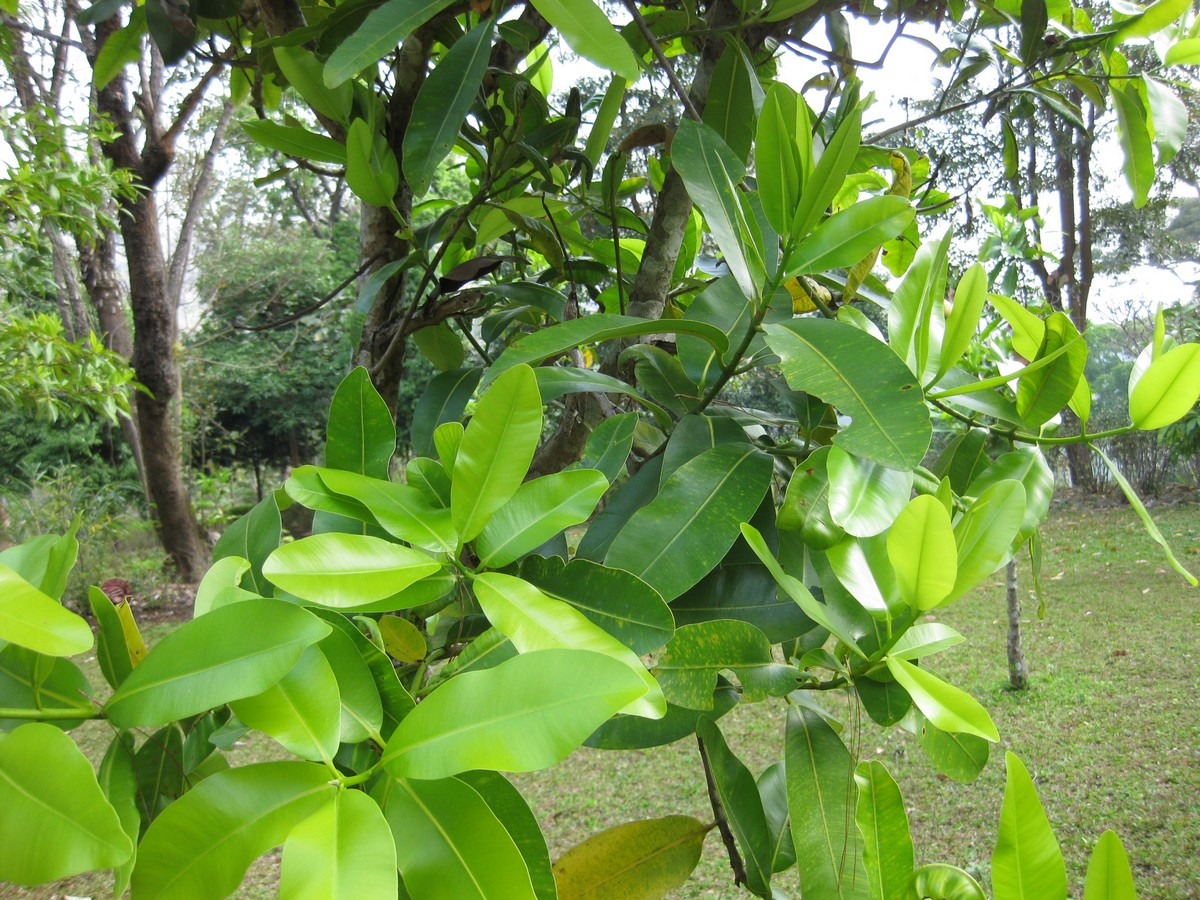
Feuilles
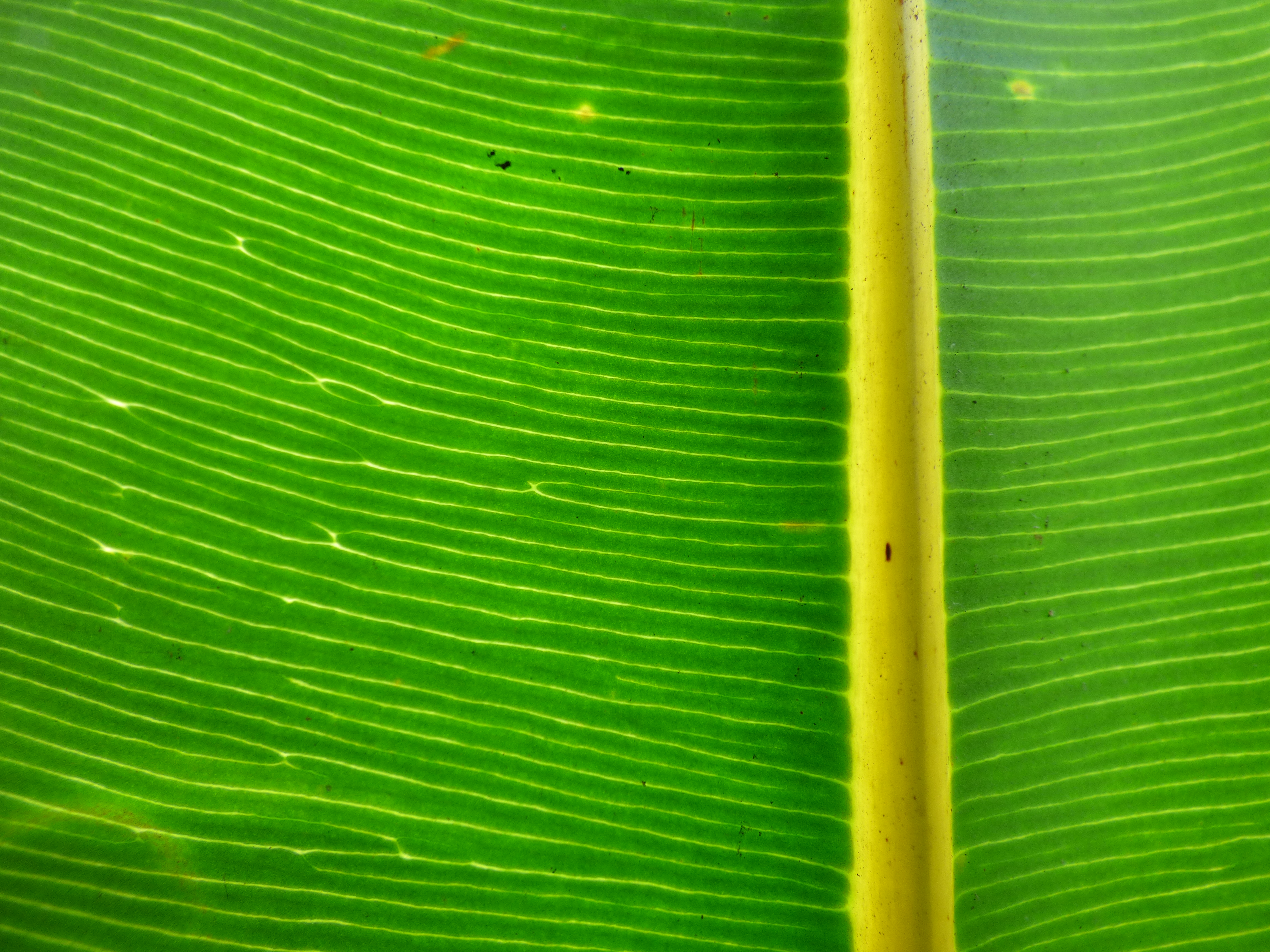
Feuille éclairée par derrière

Les feuilles sont vert sombre, elliptiques, épaisses, lisses, cirées[réf. nécessaire], mesurant de huit à vingt centimètres de longueur en moyenne (5,5 au minimum et 23 au maximum), six à neuf centimètres de largeur, dépourvues de stipules et aux nervures secondaires fines, parallèles et visibles sur la face inférieure.[réf. nécessaire] Les bords peuvent être légèrement ondulés. Leur pétiole est long de 1 à 2,2 cm, élargi et aplati vers l'apex.

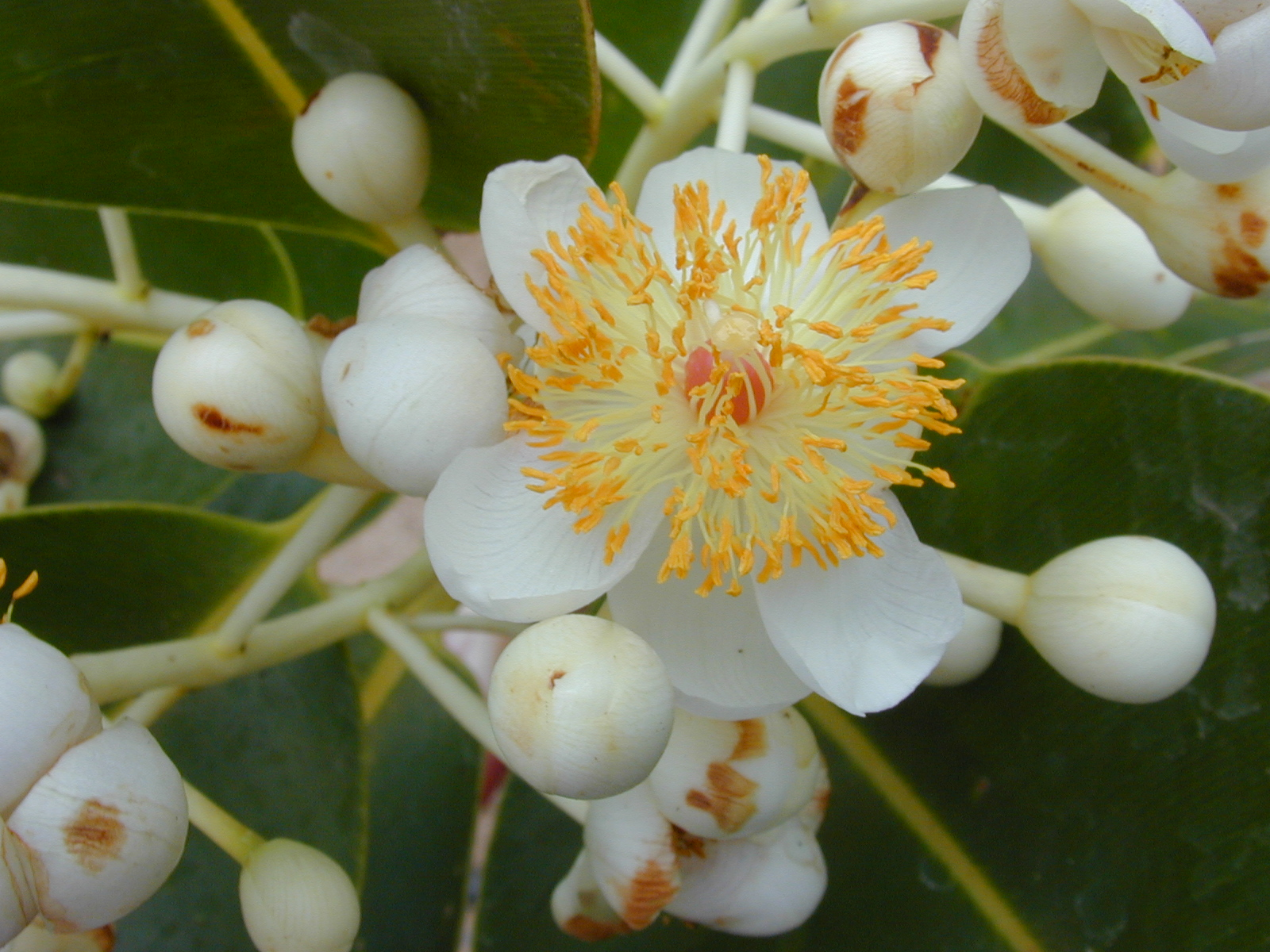
Floraison de takamaka : pétales blancs, étamines jaunes et ovaire rose.

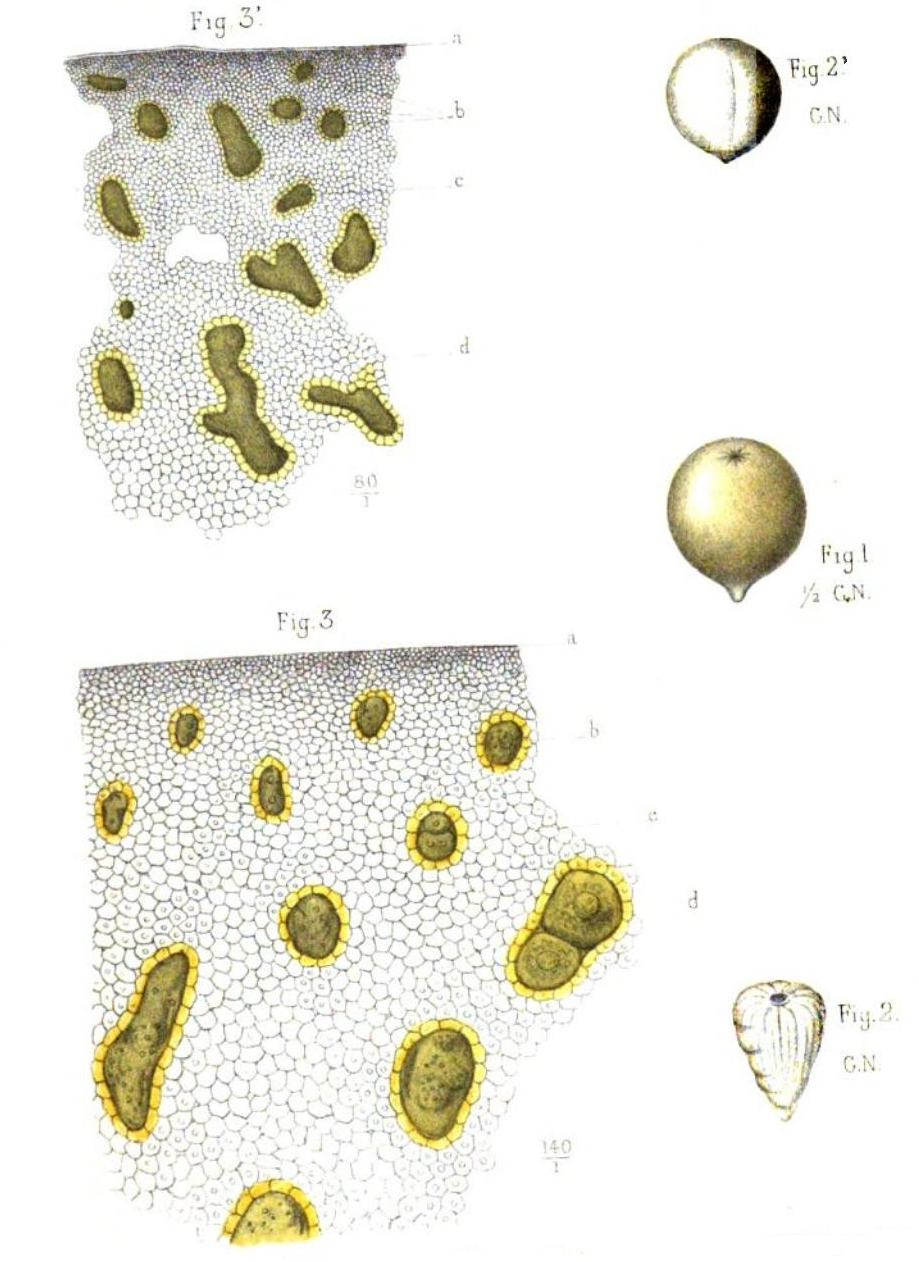
Anatomie des cotylédons de C. inophyllum. Dessins de gauche : coupes transversales de cotylédons, de C. inophyllum (fig. 3, en bas, x140) et de C. calaba (fig. 3', en haut, x80).

Les bourgeons terminaux sont globuleux et mesurent 3 à 12 mm de longueur. L'inflorescence est terminale, généralement non ramifiée (au maximum trois rameaux) et forme une grappe de cinq à quinze fleurs (au maximum trente). La fleur, légèrement parfumée, est composée d'un périanthe spiralé formé de huit pétales blancs (maximum treize), de nombreuses étamines jaunes groupées par quatre et d'anthères de couleur jaune, kaki ou brune. Elle est généralement sexuée mais parfois hermaphrodite.[réf. nécessaire]
L'ovaire est rond, d'une couleur rose très marquée. Il se transforme en fruit sphérique (drupe) de deux à cinq centimètres de diamètre, dont la peau lisse et mince, variant du vert au brun, entoure une coquille dure qui renferme une graine unique protégée par une couche spongieuse. La graine, de deux à quatre centimètres de diamètre et brune, est composée de deux grands cotylédons et d'un radicule.[réf. nécessaire]
Le fruit est mûr lorsque la drupe est recouverte d'un épicarpe jaune orangé et d'un mésocarpe devenu succulent et dont le goût rappelle la pomme. Ce mésocarpe est plus abondant dans les fruits originaires d'Inde que dans ceux d'Océanie.

Fruits et graines
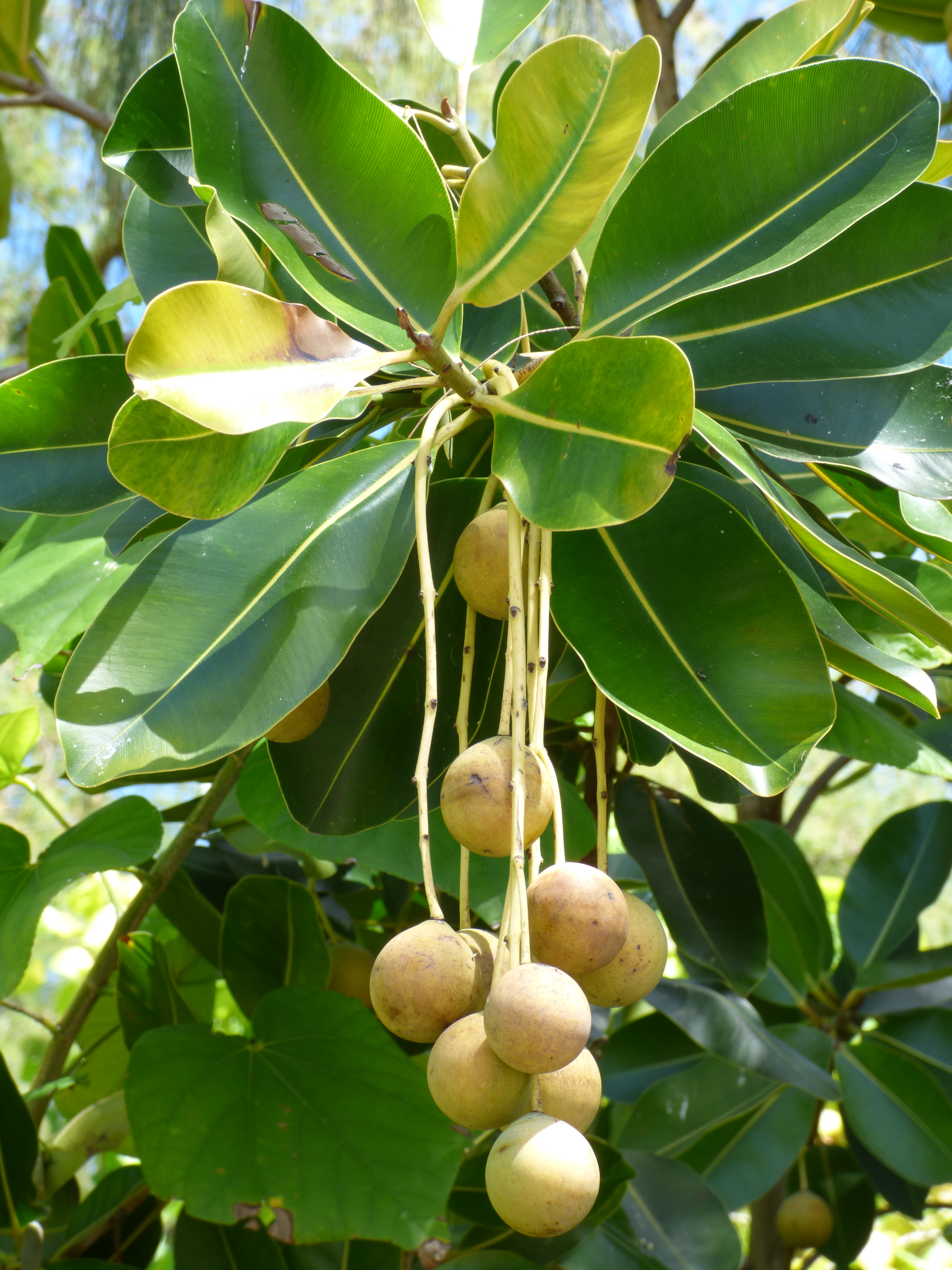
Fruits
Fruits
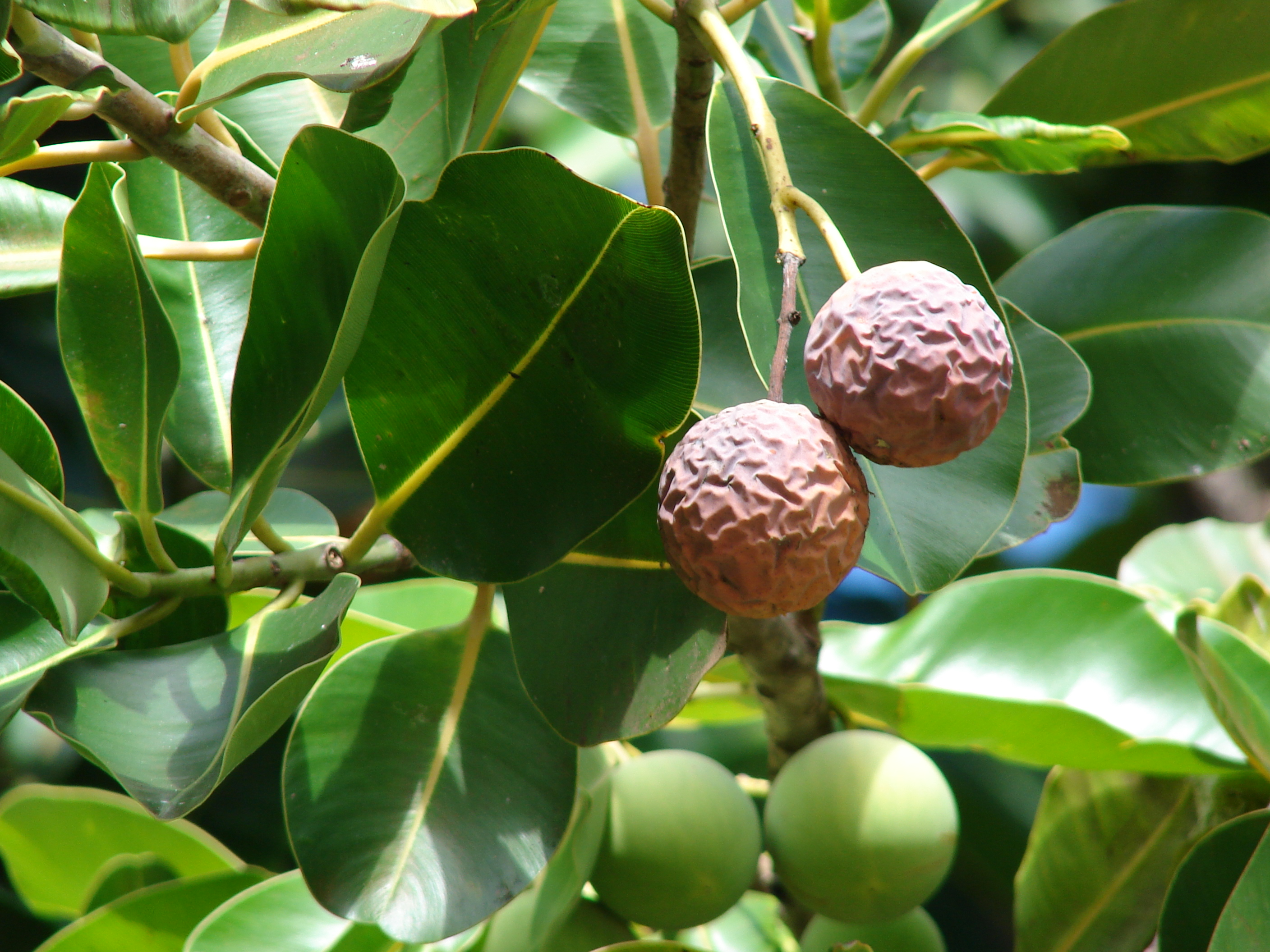
Fruits
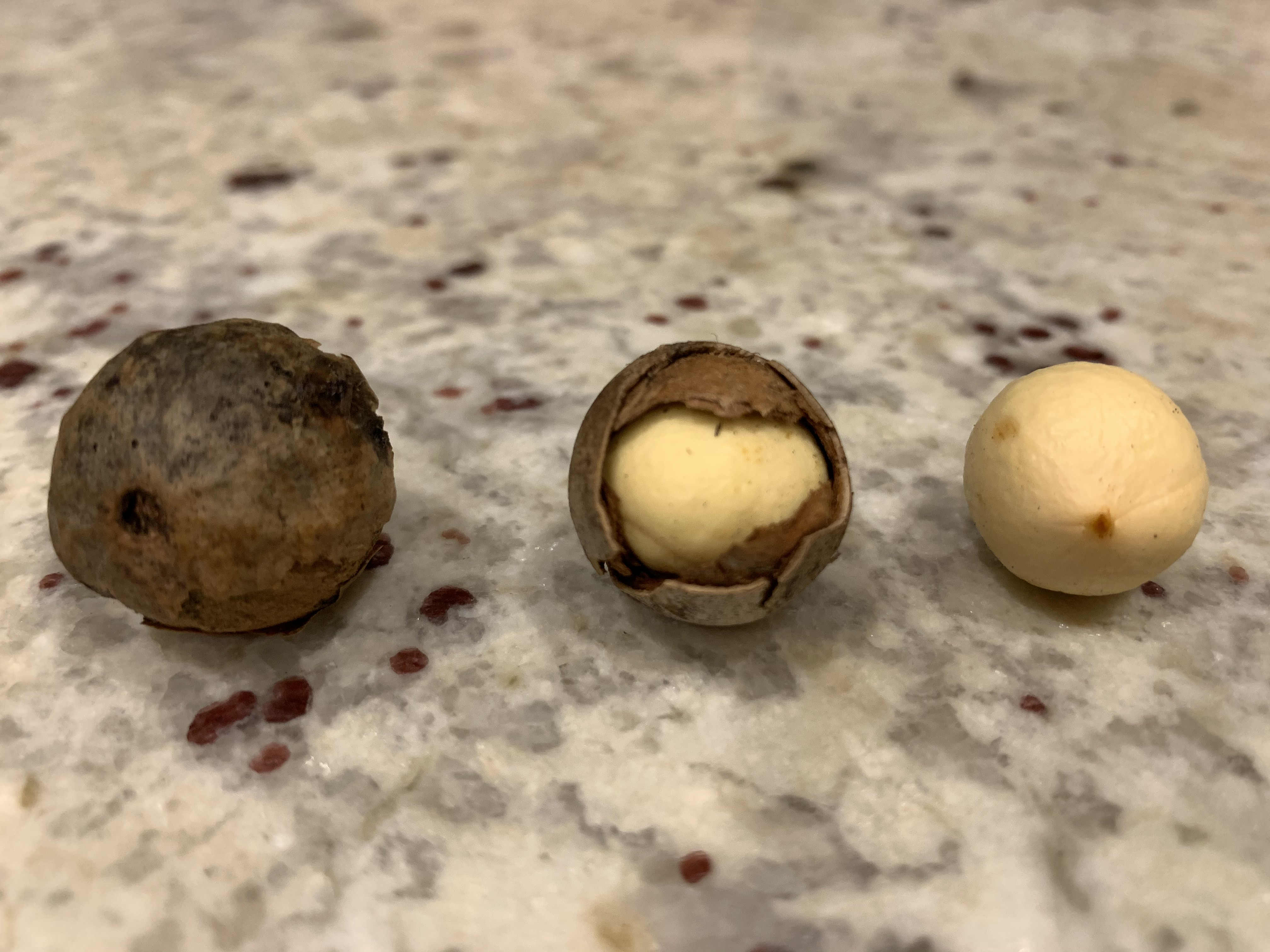
Graines

Latex, oléorésine et huile
L'arbre produit un latex collant, opaque et de couleur blanche, crème ou jaune. Sa couleur jaune est peu accentuée dans les rameaux jeunes, mais dans le tronc le latex devient plus dense et prend une teinte verte. Cette couleur verte s'accentue de l'extrémité des rameaux jusqu'aux branches ; elle devient bien manifeste dès que le latex est exposé à l'air - ce qui est dû à une oxydation. Le latex est contenu dans des vaisseaux, dont les plus gros se trouvent dans l'écorce moyenne.
Heckel et Schlagdenhauffen décrivent son oléorésine ainsi : « [elle] est d'un vert foncé, en masses à éclats vitreux, non transparentes, formées de larmes agglutinées, à l'odeur d'angélique et à saveur très légèrement amère. Cette dernière propriété lui est commune avec tous les produits similaires des Calophyllum et chez quelques-uns d'entre eux elle y est très accentuée… ». Ces auteurs précisent que les cotylédons de la graine contiennent aussi une quantité abondante de résine, principalement concentrée à leur périphérie.
Des lipides de l'arbre est tirée l'huile domba ou pinnai ou dilo, malodorante et visqueuse, composée d'acides oléique, palmitique, stéarique et linoléique.[réf. nécessaire] Sa couleur varie selon le mode de préparation et la maturité des graines : une huile extraite à froid à partir de graines saines et mûres est d'une belle couleur vert chlorophylle (bien que ne contenant pas de chlorophylle) ; elle est d'un jaune sale si elle est faite avec des graines avariées et/ou non mûres et/ou si elle est extraite à chaud. Pour que les graines soient à point, il convient de les expoxer au soleil pendant un court temps avant de les presser. La densité de l'huile varie de 0,8 à 0,930 selon sa teneur en résine, et la quantité d'huile contenue dans les drupes varie selon leur provenance.

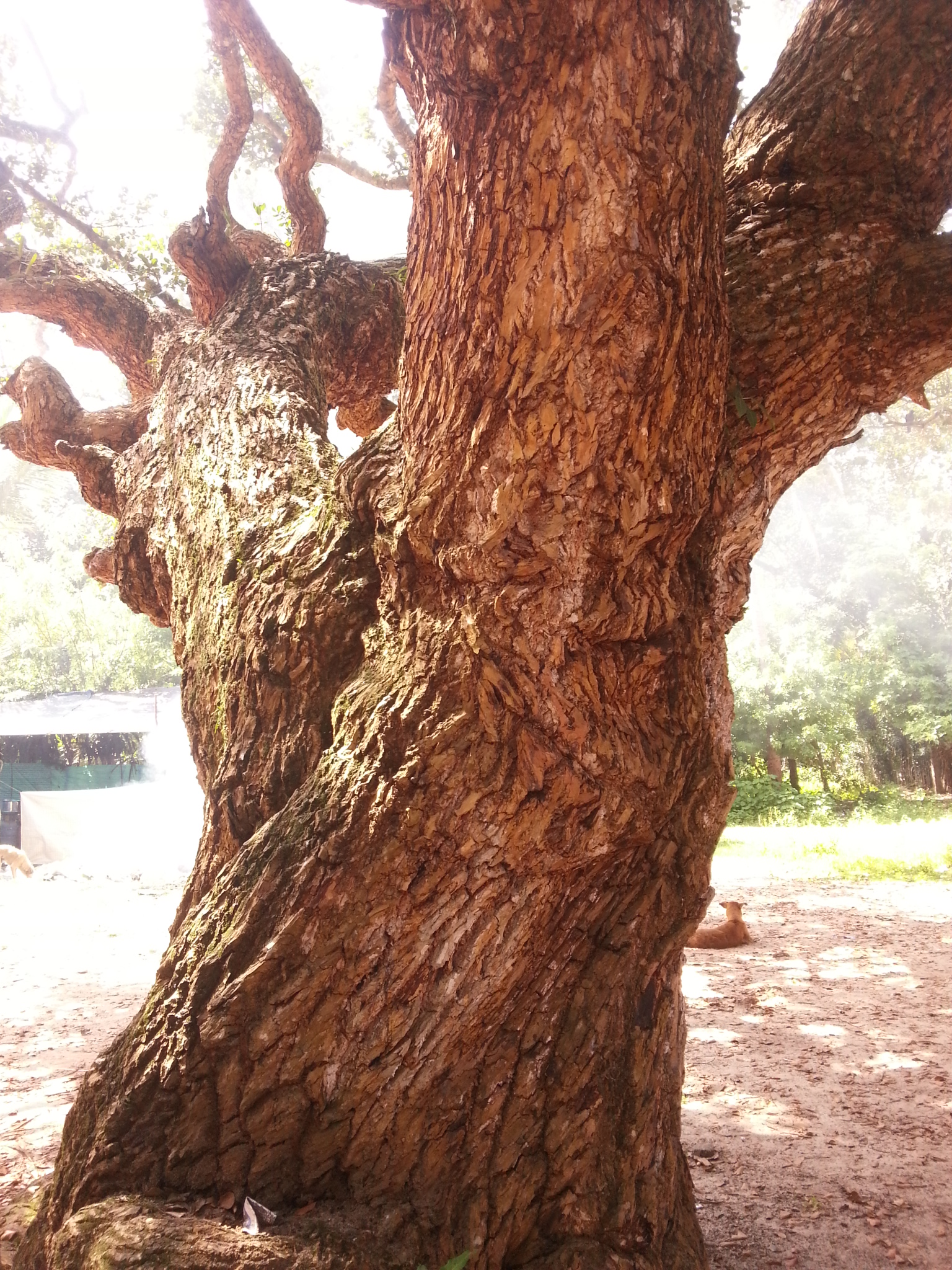

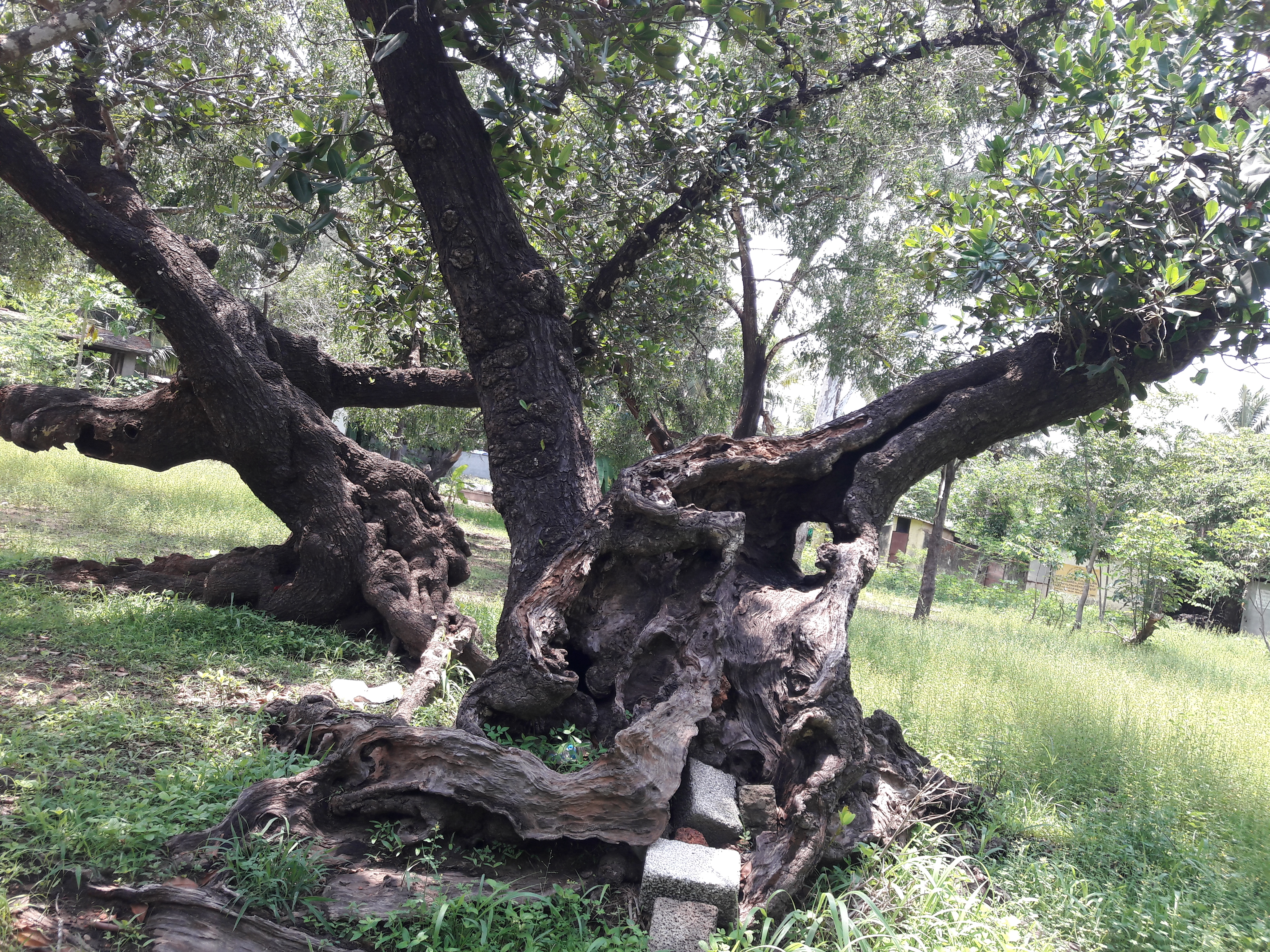

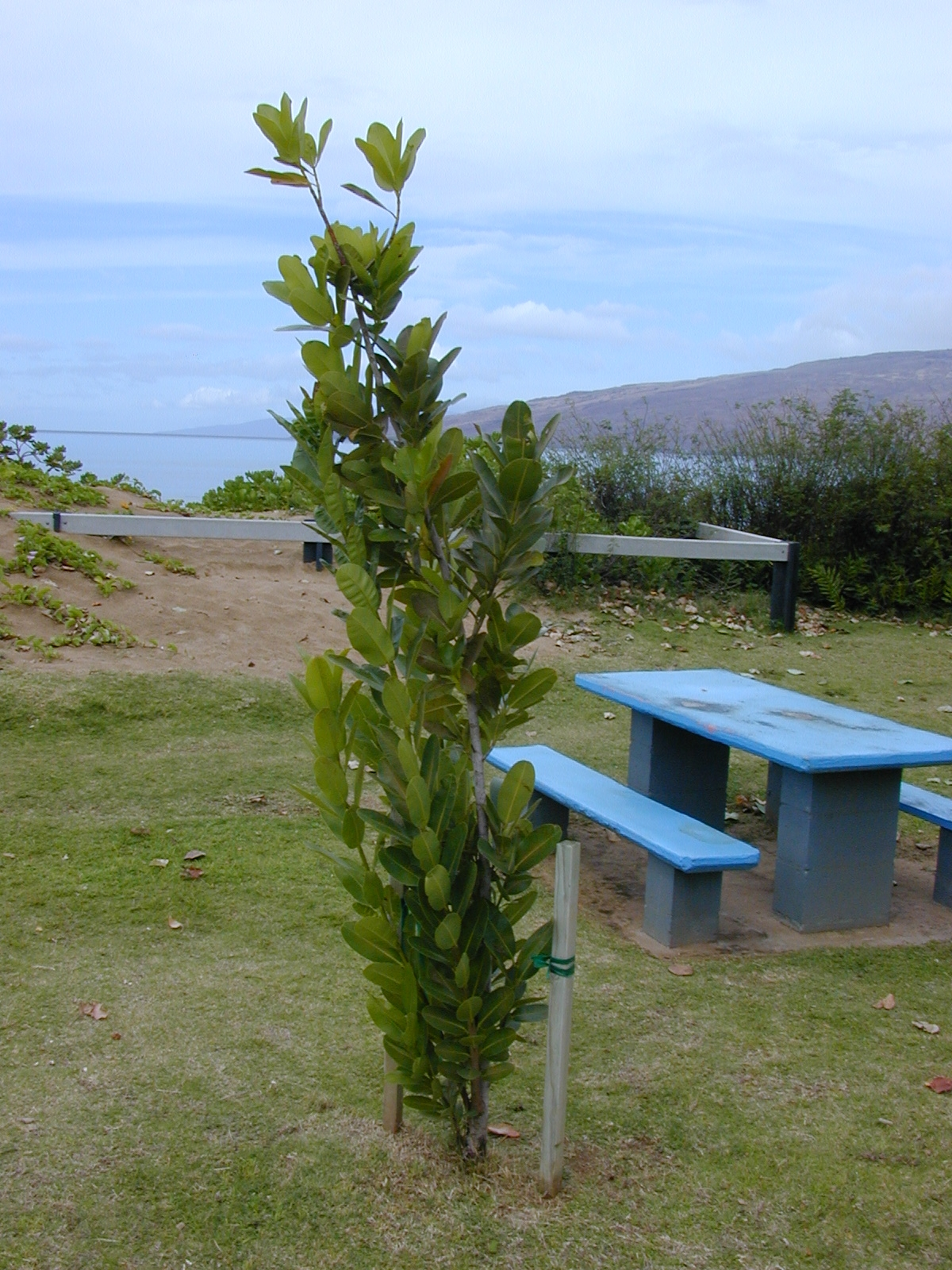
Jeune arbre.

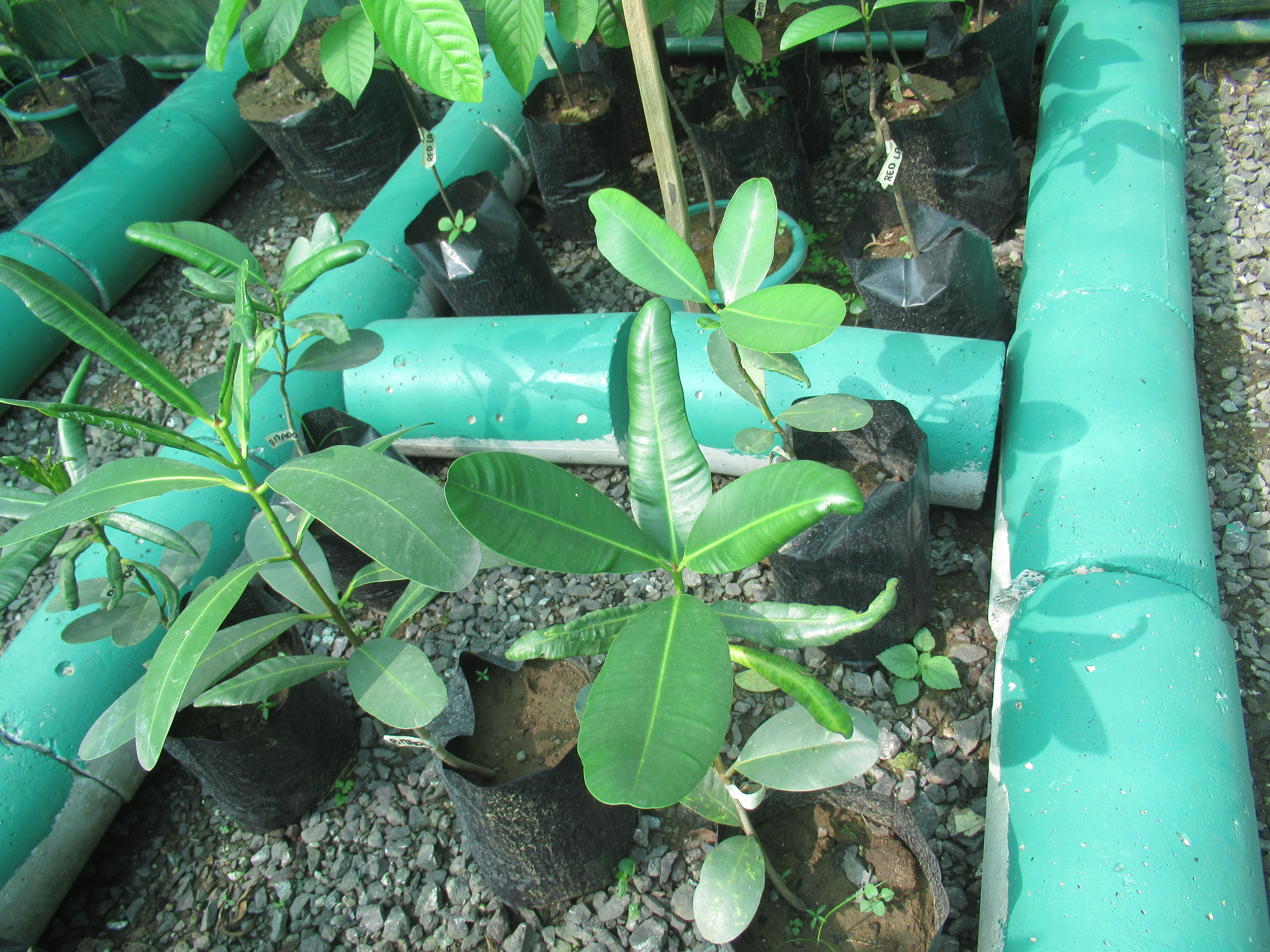
Jeunes pousses en pépinière.

## Biologie reproductive
La pollinisation se fait par entomogamie (insectes), sans préférence pour le type de pollinisateur.[réf. nécessaire]
Le takamaka est susceptible de fleurir tout au long de l'année mais la période de floraison varie selon les zones géographiques, se produisant généralement deux fois par an : à la fin du printemps et au début de l'été dans l'hémisphère Nord et en janvier et en juin dans l'hémisphère Sud. En Inde, elle se déroule en mai et juin et parfois en novembre.[réf. nécessaire]
Le takamaka est soupçonné d'apomixie car ses fruits apparaissent tout au long de l'année même hors période de floraison. Ceux-ci sont disséminés par des chauve-souris frugivores et par les courants marins mais la majorité des germinations se font aux pieds de l'arbre mère. La graine ne germe pas immédiatement, l'écorce du fruit étant très dure celle-ci doit se ramollir ou se décomposer au préalable. Cependant, la graine germe sans difficultés si celle-ci est extraite du fruit et plantée à l'ombre, ce qui a permis de réduire la période de germination de 57 à 22 jours et d'augmenter le taux de germination de 63 à 93 %.[réf. nécessaire]

## Culture
Le takamaka pousse dans des milieux xérophitiques lumineux mais apprécie les embouchures de cours d'eau où les nutriments sont abondants.[réf. nécessaire]
Il prospère sur les littoraux tropicaux en sols profonds et sableux situés au-dessus de la zone de marée. Il supporte les sols acides ou calcaires (pH compris entre 4 et 7), voire argileux s'ils sont bien drainés. Il tolère les eaux saumâtres et les projections d'eau salée.[réf. nécessaire]
Il est parfois rencontré à l'intérieur des terres lorsque les sols sont sablonneux mais jamais au-delà de 800 mètres d'altitude sous l'équateur, (200 mètres à Hawaii).[réf. nécessaire]
Le takamaka pousse là où les températures annuelles oscillent entre 18 et 33 °C et les précipitations annuelles sont comprises entre 1 000 et 5 000 millimètres. Il tolère des températures entre 12 et 17 °C durant la saison froide et 22 à 37 °C durant la saison chaude mais il ne résiste pas à des températures inférieures à 8 °C. Il est très sensible au gel et au feu mais supporte quatre à cinq mois de sècheresse.[réf. nécessaire]
Sa capacité à devenir envahissant est jugée faible, d'autant plus qu'il n'affectionne pas la présence trop proche d'autres arbres.[réf. nécessaire]
Le takamaka est fragile et sensible au vent trop fort. À Zanzibar, il est planté sur des sols coralliens. En Indonésie, l'espacement entre les arbres est de deux à trois mètres et la taille modérée. La suppression sélective des plants indésirables y augmente le taux de croissance. La taille est nécessaire jusqu'à l'arrivée à maturité.[réf. nécessaire]
Le stockage des graines (200 par kilogramme) est difficile car elles sont huileuses et perdent leur pouvoir germinatif rapidement.[réf. nécessaire]
Le taux de croissance du takamaka est d'un mètre par an en moyenne dans les premières années pour ensuite diminuer fortement. Un tronc de 50 centimètres de diamètre nécessite 70 ans de croissance sous l'équateur.[réf. nécessaire]

## Maladies
Les feuilles et les jeunes pousses sont les parties les plus vulnérables de l'arbre face aux ravageurs. Le champignon Fungus dochmium s'attaque au takamaka en provoquant la putréfaction de ses racines. En Inde, un champignon nommé Trichocoma species s'attaque aux arbres et les tue.[réf. nécessaire]

## Utilisations

### Consommation humaine
Le fruit est comestible et consommé généralement mariné mais il doit être cuisiné avec soin car il contient des toxines.[réf. nécessaire]

### Construction et industrie
Le bois de takamaka est utilisé comme matériau universel de construction dans le domaine naval (témoin ancien l'épave du San Diego de 1600), dans l'ébénisterie (menuiserie, instruments de musique, pipes, ustensiles de cuisine, etc) où il est très apprécié pour son bois brun-rougeâtre, dans les charpentes et en tant que traverses de chemin de fer.[réf. nécessaire]
Les tanins, concentrés dans l'écorce mais aussi les feuilles, sont extraits par décoction et utilisés pour durcir et teindre les filets de pêche. L'huile de tamanou est utilisée pour fabriquer du savon, pour l'éclairage, dans la médecine traditionnelle[réf. nécessaire] ou pour le calfatage des bateaux lorsqu'elle est mélangée à de la résine de Vateria indica. De cette huile peut être extrait 10 à 30 % d'une résine (lui donnant sa mauvaise odeur) qui est utilisée comme vernis. L'huile et le latex de takamaka furent utilisés pour teindre des vêtements à Java.[réf. nécessaire]
Les feuilles de takamaka contiennent de la saponine et du cyanure d'hydrogène, deux substances toxiques utilisées pour la pêche. Le latex est quant à lui riche en dérivés coumariniques aux propriétés insecticides ou piscicides. Le bois et l'écorce contiennent de grandes variétés de xanthones dont l'une, la jacareubine, n'est pratiquement produite que par le genre Calophyllum.[réf. nécessaire]

### Pharmacopée
Une huile extraite du fruit est utilisée de longue date en Inde comme remède contre la gale, les rhumatismes, les ulcères, les brûlures, les maladies de peau mais également sur les plaies infectées. En 2015, une équipe de chercheurs a démontré pour la première fois que l'huile possède d'une part des propriétés cicatrisantes sur des cellules de peau humaine, et d'autre part des propriétés antibactériennes remarquables. L'écorce, au vertus astringentes, est utilisée en décoction mélangée à du latex pour lutter contre les diarrhées, contre les maladies de peau et des yeux, contre les rhumatismes ou pour aider la mère après un accouchement. Les fleurs, les feuilles et les graines sont parfois également employés dans les médecines traditionnelles.
Les huiles du takamaka sont aujourd'hui produites par l'industrie pour en faire des cosmétiques ou des médicaments dans le Pacifique Sud.[réf. nécessaire] Les travaux menés en 2015 ont suscité un fort engouement de l'industrie cosmétique pour l'huile de takamaka.[réf. nécessaire] Une étude de 2016 a confirmé les résultats publiés en 2015 sur les vertus cicatrisantes de l'huile de takamaka. Elle a également montré que cette huile favorise la production de glycosaminoglycanes sur des cellules de peau en culture.

### Utilisations écologiques

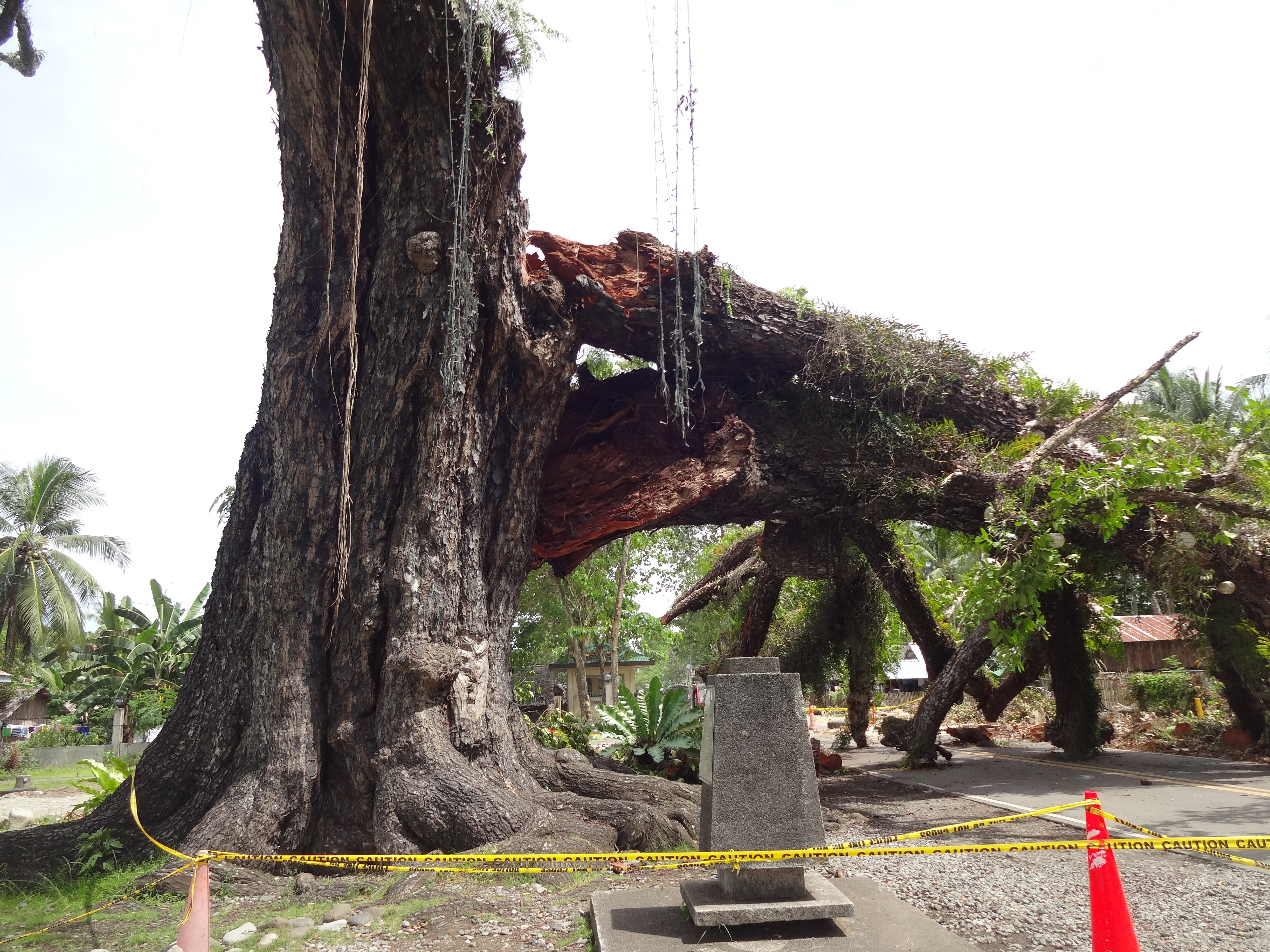
Arbre du centenaire philippin, en 2017.

Le takamaka est utilisé en reboisement pour lutter contre l'érosion côtière et de grandes plantations permettent même de limiter certains effets des cyclones tropicaux (houle de tempête) ou des tsunamis. Il est également apprécié pour la décomposition de ses feuilles et de ses fruits qui sont utilisés comme engrais ou humus mais aussi pour son ombrage et son caractère ornemental.[réf. nécessaire]
Le fruit est également brûlé pour repousser les moustiques.[réf. nécessaire]

### Rôle culturel
Le takamaka fait partie de l'utilisation quotidienne des habitants du Pacifique. Il est notamment planté pour signaler la présence d'un lieu sacré (temple, lieu mythique, marae, etc) dans les îles du Pacifique. Son bois est utilisé pour fabriquer des objets de la vie courante (ustensiles de cuisine, etc) et culturels (instruments de musique et religieux, etc).[réf. nécessaire]